# Zapopan, Jalisco
Zapopan (tiếng Tây Ban Nha phát âm: [sapopan]) là một thành phố và khu tự quản ở bang Jalisco, đó là một phần của vùng đô thị Guadalajara. Thành phố nổi tiếng là nơi có nhà của Đức Trinh Nữ Zapopan, một hình ảnh của Maria đã được thực hiện trong thế kỷ 16. Hình ảnh này đã được ghi với một số phép lạ và đã được công nhận bởi giáo hoàng và thậm chí viếng thăm của Giáo hoàng Gioan Phaolô II, thành phố cũng là nhà của Centro Universitario, trong đó có một trong những địa điểm buổi hòa nhạc quan trọng nhất trong châu Mỹ La Tinh và là nhà của sân vận động mới cho đội bóng đá chuyên nghiệp Chivas. 
Zapopan tên đến từ tiếng Nahuatl "tzapopantl".